# Masachika Ichimura
Masachika Ichimura (市村 正親?, Ichimura Masachika; Kawagoe, 28 gennaio 1949) è un attore e doppiatore giapponese.
Dal 2005 è sposato con l'attrice e cantante Ryōko Shinohara, dalla quale ha avuto un figlio nel 2008.

## Filmografia

### Cinema
- Pokémon: The First Movie (Mewtwo)
- The Nightmare Before Christmas (Jack Skeletron)
- Final Fantasy VII: Advent Children (Red XIII)
- 13 assassini (Jûsan-nin no shikaku) (2010)
- Il Signore degli Anelli - La guerra dei Rohirrim (2024) (Helm Mandimartello)

### Televisione
- Furuhata Ninzaburo
- 2006: My Boss, My Hero
- 2007: Bambino!
- 2010: Natsu no Koi wa Nijiiro ni Kagayaku (epi 10)
- 2011: Thermae Romae
- 2012: Ataru (serie televisiva)
- Ninja ni kekkon wa muzukashii (忍者に結婚は難しい?) (2023)

### Videogiochi
- Il professor Layton e la maschera dei miracoli (Leon Bronev)
- Il professor Layton e l'eredità degli Aslant (Leon Bronev)
- Kingdom Hearts (Jack Skeletron)
- Kingdom Hearts: Chain of Memories (Jack Skeletron)
- Kingdom Hearts II (Jack Skeletron)
- Kingdom Hearts Re:Chain of Memories (Jack Skeletron)
- Nioh (Tokugawa Ieyasu)
- One Piece: Unlimited World Red (Patrick Redfield)
- Super Smash Bros. Melee (Mewtwo)

### Musical
- The Phantom of the Opera (Erik)
- Tanz der Vampire (Professor Abronsius)
- Miss Saigon (L'ingegnere)
- Fiddler on the Roof (Tevye)
- Evita (Che)
- Dirty Rotten Scoundrels (Freddy Benson)
- The Demon Barber of Fleet Street (Sweeney Todd)

## Doppiatori italiani
Nelle versioni in italiano dei suoi film Masachika Ichimura è stato dopiato da:
- Edoardo Siravo in 13 assassini
- Nicola Marcucci in Thermae Romae

Da doppiatore è sostituito da:
- Mario Zucca in Pokémon il film - Mewtwo contro Mew